# Rhipidura lepida
Rhipidura lepida е вид птица от семейство Rhipiduridae.

## Разпространение
Видът е разпространен в Палау.